# Complejo deportivo Villa de Los Barrios
El complejo polideportivo villa de Los Barrios son una seria de instalaciones deportivas públicas perteneciente al ayuntamiento de Los Barrios donde se practican la mayor parte de los deportes de la localidad.
Está formada por un campo de fútbol 11 de césped natural y otro artificial,un campo de fútbol 7 de césped natural, 6 pistas de pádel, 2 pistas de tenis, 2 pabellones polideportivos y una piscina cubierta de 25 metros.